# Phorinia insignita
Phorinia insignita là một loài ruồi trong họ Tachinidae.